# Eduard von Knorr
Ernst Wilhelm Eduard von Knorr (8 de març de 1840 – 17 de febrer de 1920), fou un almirall alemany de la Kaiserliche Marine que ajudà a establir l'Imperi colonial alemany.

## Biografia
Nascut a Saarlouis, Prússia renana, Knorr entrà a l'Armada Prussiana el 1856. Aquell any, mentre complia servei a la corbeta Danzig, lluità contra pirates la costa del Marroc. El 1859 fou ascendit a Unterleutnant. Des de 1859–62 navegà a bord de l''Elbe en una expedició a l'extrem Orient. Knorr ascendí a tinent el 1862 i a Kapitänleutnant el 1865.
El 12 de novembre de 1870, durant la guerra francoprussiana, Knorr manà el canoner Meteor en una batalla contra l'avís francès Bouvet prop de l'Havana, per la qual fou condecorat amb la Creu de Ferro de 2a Classe. El 1871 fou promogut a Korvettenkapitän.
Començant el 1874, Knorr participà en un viatge a través de l'oceà Pacífic per establir negociacions comercials amb Tonga en benefici de l'Imperi Alemany. Fou nomenat Kapitän Zur See el 1876, Cap de l'Estat Major de l'Almirallat el 1881, i Konteradmiral el 1883.

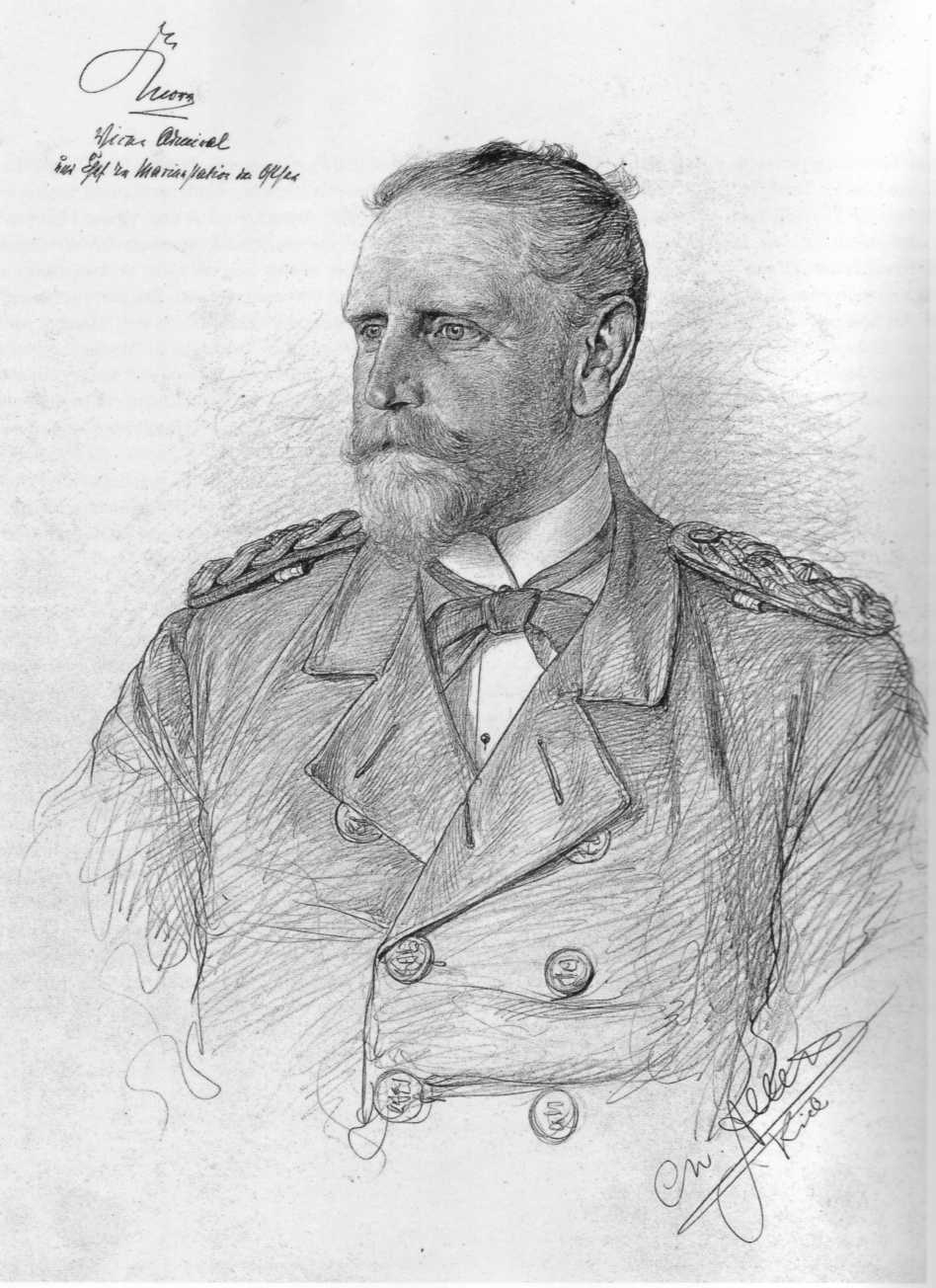
Retrat d'Eduard von Knorr per Christian Wilhelm Allers, 1891

Com a comandant de l'Esquadró de l'Àfrica Occidental el desembre de 1884, Knorr intervingué en disputes entre clans rivals a Douala, (Camerun), imposant la sobirania alemanya sobre l'estuari del Camerun. Se li atorgà l'Ordre de l'àguila vermella per a aquest èxit.
Des de l'1 d'abril de 1885 fins al 4 de juliol de 1885 Knorr fou Reichskommissar de la colònia alemanya de Kamerun. Llavors comandà un esquadró de creuers que viatjà a Zanzíbar i negocià amb el seu soldà per a l'adquisició d'una porció de territori colonial alemany.
El 1886 Knorr manà un esquadró de creuers a Samoa. Fou promogut a Vizeadmiral el 1889, a Almirall el 1893, i a Almirall en Cap el 1895. Ascendit a la noblesa alemanya el 18 de gener de 1896, rebé l'Ordre de l'àguila negra el 15 de juny de 1898. Knorr es retirà el 1899 i fou nomenat almirall à la suite del Seeoffizierkorps.
Knorr morí a Berlín. En el seu honor, hi ha un carrer Admiral-Knorr-Straße, a Saarlouis.